# Zygmuntowo (condado de Ciechanów)
Zygmuntowo es un pueblo de Polonia, en Mazovia.  Se encuentra en el distrito (Gmina) de Opinogóra Górna, perteneciente al condado (Powiat) de Ciechanów. Se encuentra aproximadamente a 2 km al oeste de Opinogóra Górna, 6 km al noreste de Ciechanów, y a 79 km  al norte de Varsovia. 
Entre 1975 y 1998 perteneció al voivodato de Ciechanów.